# Prosopocera haafi
Prosopocera haafi là một loài bọ cánh cứng trong họ Cerambycidae.